# Grand Prix Formule 1 van België 2024
De Grand Prix Formule 1 van België 2024 werd verreden op 28 juli op het Circuit de Spa-Francorchamps in Stavelot. Het was de veertiende race van het seizoen.

## Vrije trainingen

### Uitslagen
- Enkel de top vijf wordt weergegeven.

| Vrije training 1 | Pos. | Nr. | Coureur          | Constructeur               | Tijd     |
| ---------------- | ---- | --- | ---------------- | -------------------------- | -------- |
| Vrije training 1 | 1    | 1   | Max Verstappen   | Red Bull Racing-Honda RBPT | 1:43.372 |
| Vrije training 1 | 2    | 81  | Oscar Piastri    | McLaren-Mercedes           | 1:43.903 |
| Vrije training 1 | 3    | 23  | Alexander Albon  | Williams-Mercedes          | 1:44.099 |
| Vrije training 1 | 4    | 63  | George Russell   | Mercedes                   | 1:44.225 |
| Vrije training 1 | 5    | 44  | Lewis Hamilton   | Mercedes                   | 1:44.279 |
| Vrije training 2 | Pos. | Nr. | Coureur          | Constructeur               | Tijd     |
| Vrije training 2 | 1    | 4   | Lando Norris     | McLaren-Mercedes           | 1:42.260 |
| Vrije training 2 | 2    | 81  | Oscar Piastri    | McLaren-Mercedes           | 1:42.475 |
| Vrije training 2 | 3    | 1   | Max Verstappen   | Red Bull Racing-Honda RBPT | 1:42.477 |
| Vrije training 2 | 4    | 16  | Charles Leclerc  | Ferrari                    | 1:42.837 |
| Vrije training 2 | 5    | 55  | Carlos Sainz jr. | Ferrari                    | 1:43.098 |
| Vrije training 3 | Pos. | Nr. | Coureur          | Constructeur               | Tijd     |
| Vrije training 3 | 1    | 1   | Max Verstappen   | Red Bull Racing-Honda RBPT | 2:01.565 |
| Vrije training 3 | 2    | 81  | Oscar Piastri    | McLaren-Mercedes           | 2:02.998 |
| Vrije training 3 | 3    | 10  | Pierre Gasly     | Alpine-Renault             | 2:03.175 |
| Vrije training 3 | 4    | 4   | Lando Norris     | McLaren-Mercedes           | 2:03.372 |
| Vrije training 3 | 5    | 31  | Esteban Ocon     | Alpine-Renault             | 2:05.250 |

## Kwalificatie
Charles Leclerc behaalde de vijfentwintigste poleposition in zijn carrière doordat Max Verstappen een straf op de grid kreeg. Het was voor Verstappen het derde jaar op rij dat hij de snelste tijd reed in de kwalificatie maar door de motorwisseling de pole niet op zijn naam kreeg.
| Pos.                      | Nr. | Coureur          | Constructeur               | Kwalificatietijden | Kwalificatietijden | Kwalificatietijden | Grid  |
| Pos.                      | Nr. | Coureur          | Constructeur               | Q1                 | Q2                 | Q3                 | Grid  |
| ------------------------- | --- | ---------------- | -------------------------- | ------------------ | ------------------ | ------------------ | ----- |
| 1                         | 1   | Max Verstappen   | Red Bull Racing-Honda RBPT | 1:54.938           | 1:53.837           | 1:53.159           | 11 *1 |
| 2                         | 16  | Charles Leclerc  | Ferrari                    | 1:55.349           | 1:54.193           | 1:53.754           | 1     |
| 3                         | 11  | Sergio Pérez     | Red Bull Racing-Honda RBPT | 1:55.139           | 1:54.470           | 1:53.765           | 2     |
| 4                         | 44  | Lewis Hamilton   | Mercedes                   | 1:55.692           | 1:54.037           | 1:53.835           | 3     |
| 5                         | 4   | Lando Norris     | McLaren-Mercedes           | 1:55.582           | 1:54.358           | 1:53.981           | 4     |
| 6                         | 81  | Oscar Piastri    | McLaren-Mercedes           | 1:54.835           | 1:54.136           | 1:54.027           | 5     |
| 7                         | 63  | George Russell   | Mercedes                   | 1:55.353           | 1:54.095           | 1:54.184           | 6     |
| 8                         | 55  | Carlos Sainz jr. | Ferrari                    | 1:55.169           | 1:54.112           | 1:54.477           | 7     |
| 9                         | 14  | Fernando Alonso  | Aston Martin-Mercedes      | 1:55.489           | 1:54.258           | 1:54.765           | 8     |
| 10                        | 31  | Esteban Ocon     | Alpine-Renault             | 1:55.417           | 1:54.460           | 1:54.810           | 9     |
| 11                        | 23  | Alexander Albon  | Williams-Mercedes          | 1:55.722           | 1:54.473           |                    | 10    |
| 12                        | 10  | Pierre Gasly     | Alpine-Renault             | 1:54.911           | 1:54.635           |                    | 12    |
| 13                        | 3   | Daniel Ricciardo | RB-Honda RBPT              | 1:55.451           | 1:54.682           |                    | 13    |
| 14                        | 77  | Valtteri Bottas  | Kick Sauber-Ferrari        | 1:55.531           | 1:54.764           |                    | 14    |
| 15                        | 18  | Lance Stroll     | Aston Martin-Mercedes      | 1:56.072           | 1:55.716           |                    | 15    |
| 16                        | 27  | Nico Hülkenberg  | Haas-Ferrari               | 1:56.308           |                    |                    | 16    |
| 17                        | 20  | Kevin Magnussen  | Haas-Ferrari               | 1:56.500           |                    |                    | 17    |
| 18                        | 22  | Yuki Tsunoda     | RB-Honda RBPT              | 1:56.593           |                    |                    | 20 *2 |
| 19                        | 2   | Logan Sargeant   | Williams-Mercedes          | 1:57.230           |                    |                    | 18    |
| 20                        | 24  | Zhou Guanyu      | Kick Sauber-Ferrari        | 1:57.775           |                    |                    | 19 *3 |
| Q1 107% tijd: 2:02.873 *4 |     |                  |                            |                    |                    |                    |       |
| Bron: formula1.com        |     |                  |                            |                    |                    |                    |       |

*1 Max Verstappen kreeg een gridstraf van tien plaatsen voor het inzetten van de vijfde verbrandingsmotor van het seizoen.

*2 Yuki Tsunoda kreeg een gridstraf van zestig plaatsen, automatisch omgezet naar de laatste plaats voor de startopstelling, voor het compleet vervangen van de gehele motor.

*3 Zhou Guanyu kreeg een gridstraf van drie plaatsen vanwege het hinderen van Max Verstappen in de eerste kwalificatiesessie. Door de straf van Tsunoda schoof hij echter op naar de negentiende plaats.

*4 Omdat de eerste kwalificatiesessie op een nat circuit verreden werd, was de 107%-regel niet van toepassing.

## Wedstrijd
George Russell ging als eerste over de eindstreep en werd daarna ook op het podium geëerd als winnaar, maar werd enige uren later gediskwalificeerd omdat zijn auto anderhalve kilo te licht bevonden werd na de race. Hierdoor behaalde Lewis Hamilton de honderdvijfde Grand Prix-overwinning in zijn carrière.
| Pos.               | Nr. | Coureur          | Constructeur               | Rondes | Tijd / Oorzaak Uitval | Grid | Punten |
| ------------------ | --- | ---------------- | -------------------------- | ------ | --------------------- | ---- | ------ |
| 1                  | 44  | Lewis Hamilton   | Mercedes                   | 44     | 1:19:57.566           | 3    | 25     |
| 2                  | 81  | Oscar Piastri    | McLaren-Mercedes           | 44     | +0.647                | 5    | 18     |
| 3                  | 16  | Charles Leclerc  | Ferrari                    | 44     | +8.023                | 1    | 15     |
| 4                  | 1   | Max Verstappen   | Red Bull Racing-Honda RBPT | 44     | +8.700                | 11   | 12     |
| 5                  | 4   | Lando Norris     | McLaren-Mercedes           | 44     | +9.324                | 4    | 10     |
| 6                  | 55  | Carlos Sainz jr. | Ferrari                    | 44     | +19.269               | 7    | 8      |
| 7                  | 11  | Sergio Pérez     | Red Bull Racing-Honda RBPT | 44     | +42.669               | 2    | 7 S    |
| 8                  | 14  | Fernando Alonso  | Aston Martin-Mercedes      | 44     | +49.437               | 8    | 4      |
| 9                  | 31  | Esteban Ocon     | Alpine-Renault             | 44     | +52.026               | 9    | 2      |
| 10                 | 3   | Daniel Ricciardo | RB-Honda RBPT              | 44     | +54.400               | 13   | 1      |
| 11                 | 18  | Lance Stroll     | Aston Martin-Mercedes      | 44     | +1:02.485             | 15   |        |
| 12                 | 23  | Alexander Albon  | Williams-Mercedes          | 44     | +1:03.125             | 10   |        |
| 13                 | 10  | Pierre Gasly     | Alpine-Renault             | 44     | +1:03.839             | 12   |        |
| 14                 | 20  | Kevin Magnussen  | Haas-Ferrari               | 44     | +1:06.105             | 17   |        |
| 15                 | 77  | Valtteri Bottas  | Kick Sauber-Ferrari        | 44     | +1:10.112             | 14   |        |
| 16                 | 22  | Yuki Tsunoda     | RB-Honda RBPT              | 44     | +1:16.211             | 20   |        |
| 17                 | 2   | Logan Sargeant   | Williams-Mercedes          | 44     | +1:25.531             | 18   |        |
| 18                 | 27  | Nico Hülkenberg  | Haas-Ferrari               | 44     | +1:28.307             | 16   |        |
| DNF                | 24  | Zhou Guanyu      | Kick Sauber-Ferrari        | 5      | Hydrauliek            | 19   |        |
| DSQ                | 63  | George Russell   | Mercedes                   | 44     | 1:19:57.040 *1        | 6    |        |
| Bron: formula1.com |     |                  |                            |        |                       |      |        |

S Sergio Pérez reed voor de twaalfde keer in zijn carrière een snelste ronde en behaalde hiermee een extra punt.

*1 George Russell won de race maar werd gediskwalificeerd omdat de auto anderhalve kilo te licht was bij de weging na de race.

## Tussenstanden wereldkampioenschap
Betreft tussenstanden voor het wereldkampioenschap na afloop van de race.

### Coureurs
| Pos. | Nr. | Coureur          | Constructeur               | Punten |
| ---- | --- | ---------------- | -------------------------- | ------ |
| 1    | 1   | Max Verstappen   | Red Bull Racing-Honda RBPT | 277    |
| 2    | 4   | Lando Norris     | McLaren-Mercedes           | 199    |
| 3    | 16  | Charles Leclerc  | Ferrari                    | 177    |
| 4    | 81  | Oscar Piastri    | McLaren-Mercedes           | 167    |
| 5    | 55  | Carlos Sainz jr. | Ferrari                    | 162    |
| 6    | 44  | Lewis Hamilton   | Mercedes                   | 150    |
| 7    | 11  | Sergio Pérez     | Red Bull Racing-Honda RBPT | 131    |
| 8    | 63  | George Russell   | Mercedes                   | 116    |
| 9    | 14  | Fernando Alonso  | Aston Martin-Mercedes      | 49     |
| 10   | 18  | Lance Stroll     | Aston Martin-Mercedes      | 24     |
| 11   | 27  | Nico Hülkenberg  | Haas-Ferrari               | 22     |
| 12   | 22  | Yuki Tsunoda     | RB-Honda RBPT              | 22     |
| 13   | 3   | Daniel Ricciardo | RB-Honda RBPT              | 12     |
| 14   | 38  | Oliver Bearman   | Ferrari                    | 6      |
| 15   | 10  | Pierre Gasly     | Alpine-Renault             | 6      |
| 16   | 20  | Kevin Magnussen  | Haas-Ferrari               | 5      |
| 17   | 31  | Esteban Ocon     | Alpine-Renault             | 5      |
| 18   | 23  | Alexander Albon  | Williams-Mercedes          | 4      |
| 19   | 24  | Zhou Guanyu      | Kick Sauber-Ferrari        | 0      |
| 20   | 2   | Logan Sargeant   | Williams-Mercedes          | 0      |
| 21   | 77  | Valtteri Bottas  | Kick Sauber-Ferrari        | 0      |

### Constructeurs
| Pos. | Constructeur               | Punten |
| ---- | -------------------------- | ------ |
| 1    | Red Bull Racing-Honda RBPT | 408    |
| 2    | McLaren-Mercedes           | 366    |
| 3    | Ferrari                    | 345    |
| 4    | Mercedes                   | 266    |
| 5    | Aston Martin-Mercedes      | 73     |
| 6    | RB-Honda RBPT              | 34     |
| 7    | Haas-Ferrari               | 27     |
| 8    | Alpine-Renault             | 11     |
| 9    | Williams-Mercedes          | 4      |
| 10   | Kick Sauber-Ferrari        | 0      |